# یواس‌آرسی کنککی
یواس‌آرسی کنککی (به انگلیسی: USRC Kankakee) یک کشتی بود که طول آن ۱۳۰ فوت (۴۰ متر) بود. این کشتی در سال ۱۸۶۳ ساخته شد.